# Giada Greggi
Giada Greggi (Rome, 18 februari 2000) is een voetbalspeelster uit Italië. Ze speelt als middenvelder voor AS Roma in de Serie A.
Sofia Cantore begon haar carrière bij RES Roma waarvoor ze in het seizoen 2014/15 op 14-jarige leeftijd haar debuut maakte. Greggi maakte haar minuten voor het beloftenteam en haar seniorenteams totdat RES Roma haar licentie overgaf aan AS Roma waardoor Greggi de overstap naar AS Roma maakte.
In het seizoen 2018-2019 speelde Greggi alle wedstrijden en werd ze aan het einde van het seizoen uitgeroepen tot Tuttosport's Talent of the Year. In het seizoen 2021-2022 had Greggi veel blessureleed en maakte ze pas haar rentree in de finale van de Coppa Italia met winst op AC Milan.

## Statistieken
| Seizoen    | Club     | Land   | Competitie | Wedstrijden | Doelpunten |
| ---------- | -------- | ------ | ---------- | ----------- | ---------- |
| 2014-2018  | RES Roma | Italië | Serie A    | 69          | 2          |
| 2018-heden | AS Roma  | Italië | Serie A    | 75          | 2          |
| Totaal     | Totaal   | Totaal | Totaal     | 144         | 4          |

Laatste update: nov 2023

## Internationaal
Giada Greggi maakte haar debuut voor het Italiaans nationale team op 8 oktober 2019 en de wedstrijd daaropvolgend maakte ze haar eerste interlandgoal in een duel tegen Malta dat met 5-0 werd gewonnen.
Giada Greggi werd geselecteerd voor het Wereldkampioenschap voetbal vrouwen 2023. Met Italië werd Greggi uitgeschakeld in de groepsfase.